# Жемчужне газове родовище
Жемчужне газове родовище — газове родовище у Полтавській області України. 

## Опис
Відкрите групою «Нафтогаз» у 2020 р. на глибині близько 6000 м. Розвідані запаси — 200 млн м³ газу. Перспективні запаси і ресурси — понад 2 млрд кубометрів газу. Загальна площа родовища становить 213 кв. км, в його межах виділено 5 газонасичених горизонтів.